# Bay sach chruk
Bay sach chruk (tiếng Khmer: បាយសាច់ជ្រូក [baːj sac cruːk]; nghĩa là "Cơm Thịt Lợn") là một món ăn sáng gồm cơm thịt lợn của Campuchia.
Bay sach chruk được làm từ những miếng thịt lợn cắt mỏng ướp với đường thốt nốt, tỏi, nước cốt dừa và nước mắm - các biến thể của nước xốt được sử dụng tồn tại ở các vùng khác nhau của Campuchia. Thịt lợn này thường ăn kèm theo phần cơm lành mạnh kết hợp với một bát nước sốt gà được tô điểm bằng củ cải và hành tây chiên. Món ăn thường được chế biến và giữ ấm trên vỉ nướng hoặc vỉ than. Đây là một món ăn sáng khá phổ biến ở Campuchia.